# Хромофоры
Хромофо́ры (др.-греч. χρῶμα — цвет и φέρω — несу) — ненасыщенные группы атомов, обуславливающие цвет химического соединения. В то же время поглощающие электромагнитное излучение независимо от наличия окраски. Так, карбонильная группа C=O является хромофором, поглощающим в области 280 нм, в то же время кетоны, содержащие С=O — бесцветные вещества. Хромофорная теория возникновения окраски была предложена в 1878 г. немецким учёным Виттом. К хромофорам относят азогруппу —N=N—, нитрогруппу —NO2, нитрозогруппу —N=O, карбонильную группу >С=О, сопряжённые системы двойных связей, хиноидные группировки и др.
Введение других групп, называемых ауксохромами (от др.-греч. αὔξω — увеличиваю) (—ОН, —NH2 и др.), способствует углублению окраски.